# Arnold Struycken
Pour les articles homonymes, voir Struycken.
Arnold J. N. M. Struycken, né le 3 août 1900 à La Haye, mort le 30 septembre 1955 à Strasbourg, est un juriste néerlandais spécialiste de droit international public, juge aux Tribunaux mixtes d'Égypte de 1936 à 1949 puis premier Directeur politique du Conseil de l’Europe de 1949 à 1954 et Greffier de l’Assemblée Consultative du Conseil de l’Europe en 1954-1955, avec rang de Secrétaire général adjoint,. Il joue un rôle important dans les débuts du Conseil de l'Europe et la création de la Convention européenne des droits de l'homme et de la Cour européenne des droits de l’Homme.

## Biographie

### Naissance et enfance dans une famille de juristes
Arnold Struycken naît en 1900 dans une éminente famille de juristes néerlandais. Son père, Antonius Struycken (nl), est juriste, professeur de droit à l'Université d'Amsterdam, membre du Conseil d'État néerlandais représentant des Pays-Bas à la Société des Nations et membre de la Cour permanente d’arbitrage de La Haye et de la Commission électorale néerlandaise (nl). Son cousin germain est Anton (Teun) Struycken (en), homme politique néerlandais membre du Parti populaire catholique, ayant occupé les fonctions successives de Ministre de la Justice, Gouverneur des Antilles néerlandaises, Ministre de l’Intérieur et membre du Conseil d'État néerlandais.

### Une carrière de juriste aux Pays-Bas
Après des études de droit à l'Université d’Amsterdam, Arnold Struycken devient membre du barreau de La Haye en 1923 et exerce pendant treize ans la profession d’avocat. Il s’intéresse en outre alors au droit public international et coédite les œuvres complètes de son père Antonius. Il devient alors secrétaire-adjoint du Bureau central des élections parlementaires et Secrétaire de divers Tribunaux arbitraux mixtes créés par les traités de paix suivant la Première Guerre mondiale (hungaro-tchécoslovaque, hungaro-yougoslave et germano-yougoslave). En 1929, il obtient son doctorat en droit à l'Université de Leyde avec une thèse sur Les changements dans le statut du Rhin depuis la Guerre mondiale, puis devient secrétaire du Bureau international de la Cour permanente d’arbitrage de la Haye. En 1933, il publie Le statut international des canaux néerlando-belges.

### Juge aux Tribunaux mixtes d'Égypte
En 1936, il part en Égypte où il est juge aux Tribunaux mixtes (en) de Mansoura puis d’Alexandrie, chargés de juger les affaires impliquant des citoyens non Égyptiens et réputés pour la qualité et le sérieux de leurs jugements. La convention de Montreux (en), signée le 8 mai 1937 et prenant effet le 15 octobre suivant, abolit le régime des capitulations en Égypte mais maintient les tribunaux mixtes pendant une période transitoire de 12 ans, avec certaines restrictions de juridiction par rapport à leur statut précédent. Pendant la guerre, Arnold Struycken se porte volontaire pour des activités de surveillance dans le port d'Alexandrie, où l'aviation et les hommes-grenouilles italiens tentent de placer des mines, puis comme ambulancier sur le front égyptien lors de la bataille d'El Alamein. Violoniste émérite, il joue également des morceaux pour les blessés dans les hôpitaux d'Alexandrie. Il rentre en juillet 1949 en Europe, à Strasbourg.

### Directeur politique puis Greffier de l'Assemblée consultative du Conseil de l’Europe
Arnold Struycken occupe d'abord le poste de Directeur politique du Conseil de l’Europe de 1949 à 1954 et est à ce titre le principal conseiller du Comité des Ministres. Il occupe à partir de mai 1954 la fonction de Greffier de l’Assemblée Consultative du Conseil de l’Europe, avec rang de Secrétaire général adjoint, jusqu'à sa disparition précoce en septembre 1955.
Par ses travaux, commencés dès l'été 1949 et la création du Conseil de l'Europe, il tient un rôle déterminant dans la rédaction de la Convention européenne des droits de l'homme, signée le 4 novembre 1950, et dans l’institution d’une Commission européenne des droits de l'homme (de 1954 à 1999) et d’une Cour européenne des droits de l’Homme que chaque citoyen européen pouvait saisir. Il est notamment rapporteur du comité d'experts chargé à partir de mars 1950 des travaux préparatoires visant à établir une Convention européenne des droits de l'Homme,. Il prépare aussi par ses travaux le futur Comité économique et social européen, créé en 1957 par le Traité de Rome, ainsi que la future Charte sociale européenne adoptée en 1961 par le Conseil de l’Europe et créant également le Comité européen des Droits sociaux.
Il côtoie notamment par ses fonctions le premier Secrétaire général du Conseil de l'Europe d’août 1949 jusqu’à son décès prématuré en juillet 1953, Jacques Camille Paris, ainsi que Léon Marchal, deuxième Secrétaire général du Conseil, le belge Paul Michel Gabriel Lévy, premier Directeur de l'Information et de la presse au Conseil de l'Europe, Guy Mollet, alors président de l’Assemblée consultative du Conseil de l’Europe, et Marius Moutet, doyen des députés de l’Assemblée.
Avec d'autres responsables du Conseil, il recommande l'adoption du prélude de l'Ode à la joie de Beethoven comme hymne européen, à la suite d'une suggestion faite dès 1929 par le comte de Coudenhove-Kalergi, Président du Mouvement paneuropéen. Cette décision sera finalement officiellement entérinée en 1971 par l'Assemblée consultative du Conseil de l'Europe.
Arnold Struycken meurt à seulement 55 ans, terrassé par une crise cardiaque à son bureau de la Maison de l’Europe à Strasbourg. Il est enterré au cimetière du Nord à Strasbourg-Robertsau.

### Vie personnelle et entourage
Arnold Struycken épouse Marie-Louise Maas Geesteranus en 1926 et en a trois enfants, Anton, Arnold et Joséphine.
Arnold Struycken est également l'oncle au second degré d’Anton (Teun) Struycken, avocat et professeur de droit européen de la propriété à l'Université de Nimègue, de Carel Struycken, comédien à Hollywood ayant notamment joué le rôle de Lurch dans La Famille Adams, et du peintre Commission électorale néerlandaise Peter Struycken (nl), ces deux derniers fils de son cousin Huib Struycken.